# Niyama
Niyama (Sanskriet: नियम, niyama, 'voorschrift', 'gebod') is de tweede stap op het achtvoudige yogapad (ashtanga yoga) uit Patanjali's Yogasoetra's. De vijf niyama's vormen de gedragsregels van individuele discipline betreffende reinheid, tevredenheid, soberheid, zelfbeschouwing en toewijding aan God, de Allerhoogste. Samen met yama vormt niyama de onontbeerlijke, disciplinaire grondslag waarop de hogere stadia van het achtvoudige yogapad beoefend kunnen worden. De laatste drie elementen van Niyama maken deel uit van Kriya-yoga. Kriya-yoga verzacht de bezoekingen (klesa's) en voert de leerling tot samadhi.

32. Niyama omvat vijf voorschriften: (a) shaucha (reinheid, zuiverheid), (b) santōsha (tevredenheid), (c) tapas (soberheid, ascese), (d) svādhyāya (zelfbeschouwing, introspectie) en (e) īshvarapraņidhāna (devotie en overgave aan God). Zie II.1.

33. Om schadelijke instinctieve neigingen te overwinnen moet men tegenovergestelde krachten (yama’s en niyama’s) cultiveren.

(...)

40. (a) Shaucha, lichamelijke reinheid, leidt tot een verminderde behoefte aan contact met anderen.

41. Geestelijke reinheid, controle over de zintuigen, zorgt voor ekāgra (eenpuntige concentratie) en de capaciteit om het Zelf te kunnen aanschouwen (ātma darshana).

42. (b) Samtōsha is de bron van de hoogste vreugde (sukha).

43. (c) Tapas vernietigt de onzuiverheden van lichaam en zintuigen, en brengt vermogens (siddhi's).

44. (d) Svādhyāya brengt de aspirant in contact met zijn verkozen Godheid (ishtadevatā).

45. (e) Īshvarapraņidhāna maakt dat men met succes de staat van gelukzaligheid (samādhi) bereikt.

De vijf niyama's zijn:
- Shaucha staat voor reinheid, zuiverheid;
- Samtōsha staat voor tevredenheid, welbehagen;
- Tapas (lett. 'hitte') staat voor soberheid, ascese;
- Svādhyāya staat voor zelfbeschouwing en introspectie;
- Īshvarapraņidhāna staat voor toewijding en overgave aan God (Īshvara).

De andere zeven stappen uit het achtvoudige pad zijn: yama, asana, pranayama, pratyahara, dharana, dhyana en samadhi.